# نیکلاس کار

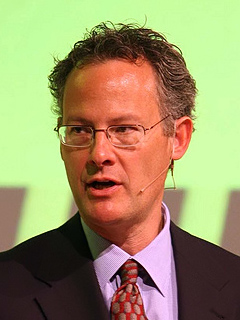
نیکلاس کار در حال سخنرانی در سمپوزیوم VINT که در ۱۷ ژوئن ۲۰۰۸در شهر اوترکت هلند برگزار شد.

نیکلاس جی. کار (به انگلیسی: Nicholas G. Carr) (متولد ۱۹۵۹ میلادی) نویسنده آمریکایی است که کتاب‌ها و مقالاتی را در زمینه فناوری، تجارت و فرهنگ نوشته‌است. او دوره کارشناسی خود را در کالج دارتموث و کارشناسی‌ ارشد زبان و ادبیات انگلیسی را در دانشگاه هاروارد گذرانده است.

## مسیر حرفه‌ای
کار در سال ۲۰۰۳ میلادی مقاله‌ای با نام "«فناوری اطلاعات اهمیت ندارد.»" نوشت و به دنبال آن در سال ۲۰۰۴ میلادی نیز کتابی با عنوان «آیا فناوری اطلاعات مهم است؟ فناوری اطلاعات و فرسایش برتری رقابتی» (انتشارات دانشکده تجارت هاروارد) منتشر نمود. در این آثار که به گستردگی مورد بحث قرار گرفتند، وی ادعا می‌کند که "هرچه فناوری اطلاعات پیش پا افتاده‌تر، استانداردتر و ارزان‌تر می‌شود، اهمیت راهبردی (استراتژیک) آن کمرنگ تر می‌گردد". نظرات وی صنعت فناوری اطلاعات را دچار آشفتگی نمود و خشمِ مدیران اجرایی شرکت‌های اینتل، مایکروسافت، هیولت پاکارد و سایر شرکت‌های پیشرو در این صنعت را برانگیخت، اما باعث شد حمایت برخی از مفسرین را به خود جلب کند. در سال ۲۰۰۴ کار مقاله بحث‌انگیز «پایان رایانش در شرکت‌های بزرگ؟» را منتشر نمود که در آن پیش‌بینی نمود که "شرکت‌های آینده فناوری، اطلاعات را به صورت سرویس‌های کاربردی از تأمین کنندگان بیرونی خریداری می‌کنند".
او مدتی را نیز به عنوان سردبیر اجرایی «Harvard Business Review» نیز خدمت نمود.
دومین کتاب کار در ژانویه ۲۰۰۸ با نام «جایگزینی بزرگ: سیم کشی دوباره جهان، از ادیسون تا گوگل» به چاپ رسید. این کتاب عواقب اجتماعی و اقتصادی ظهور «رایانش برپایه اینترنت» و «رایانش ابری» را بررسی می‌کند و آن را با عواقب پیدایش الکتریسیته در اوایل قرن بیستم مقایسه می‌کند.
تازه‌ترین کتاب نیکلاس کار «کم عمق‌ها: آنچه اینترنت به سر مغزهای ما می‌آورد» است که در ژوئن ۲۰۱۰ چاپ شد و به بررسی عواقب شناختی و فرهنگی استفاده از اینترنت می‌پردازد.
نیکلاس کار از طریق وب نوشت خود با نام «جنس خشن»، آرمانگرایی و ادعاهای پوپولیستی در زمینه فناوری را به باد انتقاد می‌گیرد. وی در سال ۲۰۰۵ طی نوشتاری در وب نوشت خود با نام «ناهنجاریهای اخلاقی وب ۲٫۰»، بار کیفی پروژه‌های اطلاعاتی داوطلبانه وب ۲٫۰ مانند ویکی‌پدیا را مورد انتقاد قرار داد و ادعا نمود: "این پروژه‌ها به دلیل جایگزین نمودن سایر گزینه‌های حرفه‌ای گرانتر، ممکن است اثر خالص منفی به دنبال داشته باشند". در پاسخ به انتقاد وی، جیمی ولز، از بنیان‌گذاران ویکی‌پدیا، نظرِ کار را که مقالات ویکی‌پدیا را خجالت‌آور خوانده بود، پذیرفت و پیشنهادهایی  برای بهبود کیفی آنها مطرح نمود. در ماه مه ۲۰۰۷ او این بحث را آغاز نمود که "نفوذ ویکی‌پدیا در بسیاری از نتایج جستجو، نمایانگر همبستگی خطرناک ترافیک اینترنت و اقتدار است" که به تعبیر وی می‌تواند منجر به «کاشت اطلاعات» گردد. در اوت ۲۰۰۷ واژه «ویکیکرات» (توصیفی تحقیرآمیز از مدیران ویکی‌پدیا) را در مقاله‌ای که در جهت انتقاد به تمایل ویکی‌پدیا برای ایجاد سیستم پیچیده از قوانین و بوروکراسی و طبقه‌بندی‌ها در گذر زمان نوشته بود، ابداع نمود.
او در سال ۲۰۰۸ به عضویت هیئت تحریریه مشاورین دانشنامه بریتانیکا درآمد.

## کتاب‌ها
- سازمان دیجیتال: چگونه کسب و کار خود را برای همخوانی با یک دنیای متصل تغییر دهیم (2001) شابک ‎۱−۵۷۸۵۱−۵۵۸−۰
- آیا فناوری اطلاعات مهم است؟ (۲۰۰۴) شابک ‎۱−۵۹۱۳۹−۴۴۴−۹
- جایگزینی بزرگ: سیم کشی دوباره جهان، از ادیسون تا گوگل (۲۰۰۸) شابک ‎۹۷۸-۰-۳۹۳-۰۶۲۲۸-۱
- کم‌عمق‌ها: آنچه اینترنت با مغز ما چه می‌کند (۲۰۱۰) شابک ‎۹۷۸-۰-۳۹۳-۰۷۲۲۲-۸
- کم‌عمق‌ها: اینترنت با مغز ما چه می‌کند (ترجمه به فارسی) (۱۳۹۳) شابک ‎۶۰۰−۶۰۴۳−۳۵−۱

## عقاید نیکلاس کار و واکنش‌ها
- فناوری اطلاعات تا کی اهمیت خواهد داشت؟
- مجادله بر سر فناوری اطلاعات ۱ مه، ۲۰۰۴
- آیا نیکلاس کار مهم است؟ ۲۱ آگوست، ۲۰۰۴
- نیکلاس کار دوباره حمله می‌کند ۲۳ ژانویه، 2008 ITworld
- مغلطه «فناوری اطلاعات مهم نیست» نیکلاس کار و آرمانشهر «همه چیز در ابر» مقاله به شدت انتقادآمیز در مورد نوشته‌های نیکلاس کار